# Ouzouer-le-Doyen
Ouzouer-le-Doyen é uma comuna francesa na região administrativa do Centro, no departamento Loir-et-Cher. Estende-se por uma área de 16 km². Em 2010 a comuna tinha 235 habitantes (densidade: 14,7 hab./km²).